# 列沃柳齐翁诺耶农村居民点
列沃柳齐翁诺耶农村居民点（俄语：Революционное сельское поселение）是俄罗斯联邦伏尔加格勒州帕拉索夫卡区所属的一个农村居民点。其下辖有3个居民点，行政中心为普鲁坚托夫。据2016年统计，该农村居民点的人口为1282人。